# Нгарка-Харвотакуяха
Нгарка-Харвотакуяха (устар. Арка-Харвотаку-Яха) — река в России, протекает по Ямало-Ненецкому АО. Устье реки находится в 120 км по правому берегу реки Нгарка-Хадытаяха. Длина реки составляет 35 км.

## Данные водного реестра
По данным государственного водного реестра России относится к Нижнеобскому бассейновому округу, водохозяйственный участок реки — Пур. Речной бассейн реки — Пур.
Код объекта в государственном водном реестре — 15040000112115300061128.